# Biblioteca Nacional de Cap Verd
La Biblioteca Nacional de Cap Verd (portuguès: Instituto da Biblioteca Nacional e do Livro: Instituto da Biblioteca Nacional e Livro) està ubicada a Praia, capital de Cap Verd. La biblioteca va obrir les portes el 1999. La biblioteca manté la Bibliografia Nacional, els arxius històrics nacionals, així com el dipòsit de tesis doctorals i funciona com a dipòsit legal. L'edifici també fa les funcions de biblioteca pública de Praia.

## Projectes
El 2001, la biblioteca va encetar un projecte per promoure l'alfabetització, particularment entre nens i adults joves. El projecte també treballa per difondre textos per tot el país i donar suport als autors nacionals. La biblioteca també col·labora amb les biblioteques comarcals per a crear una Xarxa Nacional de Biblioteques, un catàleg nacional digital i un catàleg en línia d'accés públic.